# Mawjoudin Queer Film Festival

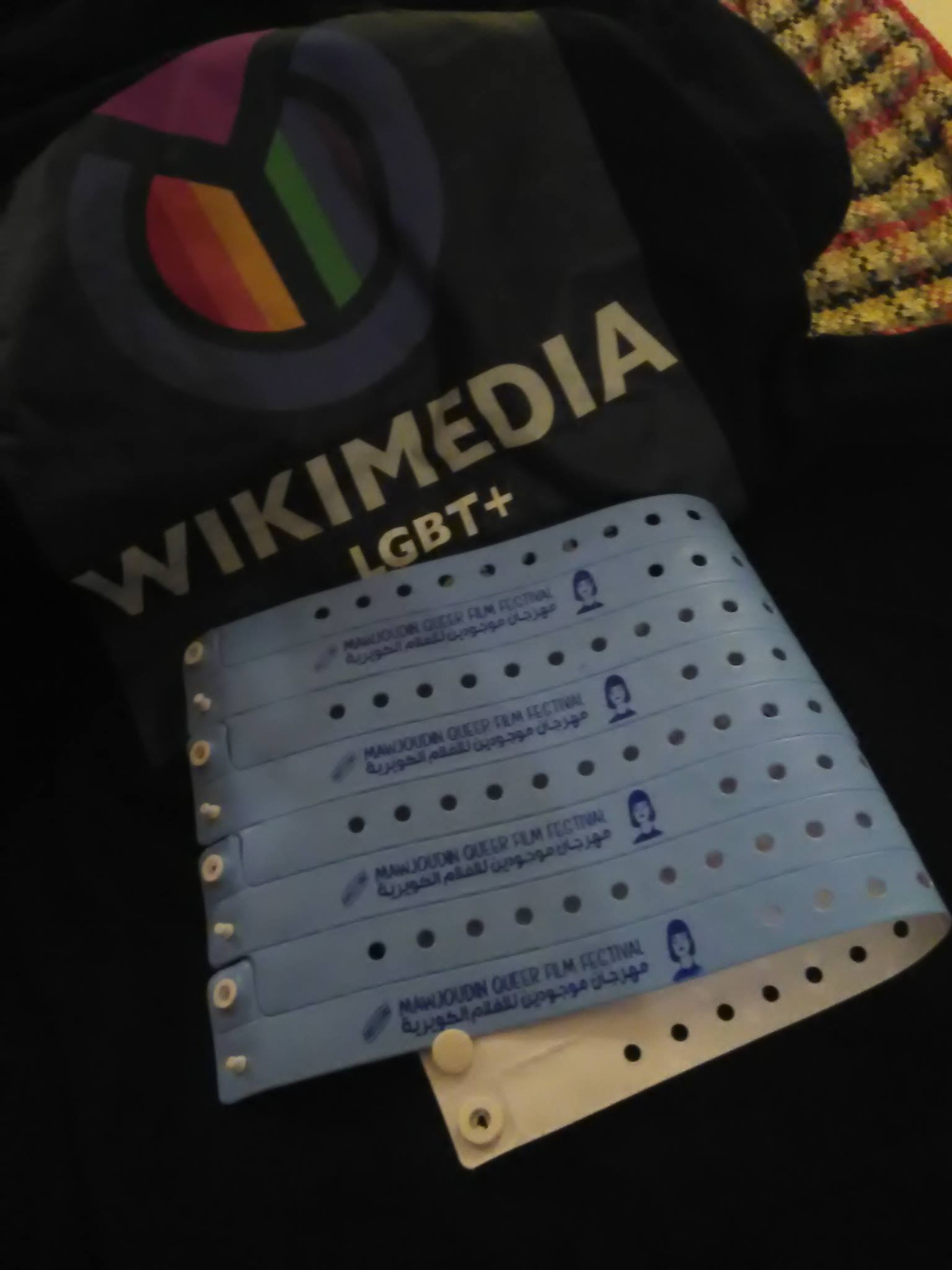
Braccialetti del Mawjoudin Queer Film Festival 2019

Il Mawjoudin Queer Film Festival è un festival cinematografico annuale che si svolge in Tunisia per celebrare la comunità LGBT, soprattutto del Sud globale. È il primo festival di film queer nel paese e in tutto il Nord Africa organizzato da Mawjoudin, una ONG tunisina, il cui nome significa "Noi esistiamo".

## Motivazione
Il festival mira a creare uno spazio per persone queer che non sono eteronormative e omofobiche. Per motivi di sicurezza, l'ubicazione del festival non viene divulgata; le indicazioni sulla sede dell'evento vengono rilasciate ai soli interessati.
Gli organizzatori vedono il festival come una forma di attivismo: "Stiamo cercando di combattere attraverso l'arte".

## Storia
Il primo festival si è svolto dal 15 al 18 gennaio 2018, ottenendo il sostegno finanziario da parte della Fondazione Hirschfeld-Eddy. I temi principali erano la sessualità e la sessualità non eteronormativa. Oltre a mostrare 12 cortometraggi e lungometraggi, il festival includeva concerti, dibattiti e tavole rotonde "Queer come Arte" e "Queer come Resistenza".
La seconda edizione del festival si svolge dal 22 al 25 marzo 2019 nel centro della città di Tunisi. Il festival 2019 ha come scopo coprire tutti i temi legati a LGBT e ha una forte attenzione al femminismo. È prevista la presentazione di 31 film, tra cui film argentini, cinesi, indiani, kenioti, pakistani, portoghesi e tunisini. Oltre ai film, ci saranno spettacoli, dibattiti e un laboratorio teatrale intitolato "Towards a Queer Theatre".

## Film
Nel giorno di apertura della prima edizione del festival del 2018, è stato proiettato il film "Under the Shadow", un docu-drama tunisino diretto da Nada Mezni Hafaiedh, che ha ricevuto il riconoscimento al Carthage Film Festival.
Film proiettati durante il festival nel 2019 includono:
- Extravaganza, documentario cinese di Mathiew Baren
- Rafiki, film keniota diretto da Wanuri Kahiu
- Sisak, film muto di Fawaz Arif Ansari
- Today Match at Three, film argentino di Clarisa Navas sul calcio femminile sulla scia del Campionato mondiale femminile di calcio 2019
- Travesty, un documentario di Safwen Abdellali che segue la storia di una persona transgender
- A Tribord, Je Vomis, di Tarek Sardi, co-prodotto dagli organizzatori del festival Mawjoudin
- Ymin el Baccouche, di Tarek Sardi, che denuncia la bifobia